# Mishela Rapo
Mishela Rapo (15 de diciembre del 2000) es una cantante albanesa. Fue seleccionada para representar a Albania en el Festival de la Canción de Eurovisión Junior 2015 con la canción "Dambaje".

## Vida y carrera
Mishela nació el 15 de diciembre del 2000 en Tirana, Albania. En 2012, se presentó a la selección nacional para intentar conseguir representar a Albania en el Festival de la Canción de Eurovisión Junior con la canción "Mama Mia (Te Amo)", pero no ganó. El 27 de mayo de 2015, con el regreso del país al certamen, lo volvió a intentar consiguiendo ganar esta vez la selección nacional Festivali i 52-të Mbarëkombëtar i Këngës për Fëmijë con su canción "Dambaje". Esto le permitió representar a Albania en el Festival de la Canción de Eurovisión Junior 2015 que se celebró el 21 de noviembre de 2015 en Sofía, Bulgaria, y obtuvo el 5º lugar.

## Discografía

### Singles
| Año  | Título                | Álbum     |
| ---- | --------------------- | --------- |
| 2010 | "Jemi një, s'jemi dy" | Sin álbum |
| 2012 | "Pse u mërzit mami"   | Sin álbum |
| 2012 | "Mama Mia (Te Amo)"   | Sin álbum |
| 2013 | "Kam një ëndërr"      | Sin álbum |
| 2015 | "Dambaje"             | Sin álbum |